# Bahnhof Sukaguchi
Der Bahnhof Sukaguchi (jap. 須ヶ口駅, Sukaguchi-eki) ist ein Bahnhof auf der japanischen Insel Honshū. Er wird von der Bahngesellschaft Meitetsu (Nagoya Tetsudō) betrieben und befindet sich in der Präfektur Aichi auf dem Gebiet der Stadt Kiyosu, westlich von Nagoya.

## Verbindungen
Sukaguchi ist ein Trennungsbahnhof an der Meitetsu Nagoya-Hauptlinie, der wichtigsten Bahnstrecke der Gesellschaft Meitetsu, die von Toyohashi über Nagoya nach Gifu führt. Von dieser zweigt die Meitetsu Tsushima-Linie nach Tsushima ab. An Werktagen verkehren auf der Nagoya-Hauptlinie tagsüber vier Züge je Stunde, während der Hauptverkehrszeit bis zu sechs. Im Halbstundentakt fahren Express-Eilzüge von Meitetsu Ichinomiya über Meitetsu Nagoya und Chiryū nach Toyohashi. Weitere Express-Züge verbinden während der Hauptverkehrszeit Ichinomiya mit Meitetsu Nagoya, Chiryū und Toyokawa-Inari. Nahverkehrszüge mit Halt an allen Bahnhöfen fahren im Viertelstundentakt zwischen Meitetsu Gifu und Sukaguchi.
Der Fahrplan der Tsushima-Linie ist in jenen der Nagoya-Hauptlinie und des südlichsten Abschnitts der Meitetsu Bisai-Linie integriert. Tagsüber gibt es zwei sich überlappende Zugläufe, einerseits von Kira Yoshida über Chiryū, Meitetsu Nagoya, Sukaguchi und Tsushima nach Yatomi, andererseits von Toyoake über Meitetsu Nagoya, Sukaguchi und Tsushima nach Saya. Zusammen ergeben sie zwischen Sukaguchi und Tsushima einen Viertelstundentakt. Während der Hauptverkehrszeit werden bis zu sieben Züge je Stunde angeboten. Darunter sind vereinzelte Eilzüge der Zuggattung Semi Express, die zwischen Saya und Meitetsu Nagoya mehrere Zwischenbahnhöfe überspringen und weiter nach Toyoake oder zum Flughafen Chūbu verkehren.
Auf dem Bahnhofsvorplatz befindet sich eine Bushaltestelle, die von einer Linie der Gesellschaft Kiyosu Ashigaru Bus bedient wird.

## Anlage
Der Bahnhof steht im Stadtteil Sukaguchi, auf einer Halbinsel zwischen den Flüssen Gojō und Shinkawa. In der Nähe befindet sich der äußere Burggraben der bis zum frühen 17. Jahrhundert bestehenden Burg Kiyosu, der Name des Stadtteils und des Bahnhofs bedeutet „Eingang zu Kiyosu“. Das Gebiet südlich des Bahnhofs ist ein Wohnviertel, nördlich davon erstreckt sich ein weitläufiges Areal mit Lagerhallen.
Die ebenerdige Anlage ist von Südosten nach Nordwesten ausgerichtet und umfasst vier Gleise, die alle dem Personenverkehr dienen. Sie liegen an zwei fast vollständig überdachten Mittelbahnsteigen. Darüber erstreckt sich das Empfangsgebäude in Form eines Reiterbahnhofs. Der Zugang zu den Bahnsteigen erfolgt über Treppen, Rolltreppen und Aufzüge. Der südliche Ausgang ist in ein sechsgeschossiges Wohn- und Geschäftshaus am Bahnhofsvorplatz integriert. Die Streckenverzweigung unmittelbar westlich des Bahnhofs ist nicht höhenfrei, was eine gewisse Einschränkung der Kapazität zur Folge hat. Östlich des Bahnhofs quert ein mit Schranken gesicherte Bahnübergang die Trasse. Im Südosten erstreckt sich das Gelände des Depots Shinkawa. Es umfasst eine viergleisige Wartungshalle und eine Abstellanlage mit 13 Gleisen, auf der bis zu 78 Züge abgestellt werden können.
Im Fiskaljahr 2019 nutzten durchschnittlich 6149 Fahrgäste täglich den Bahnhof.

## Bilder

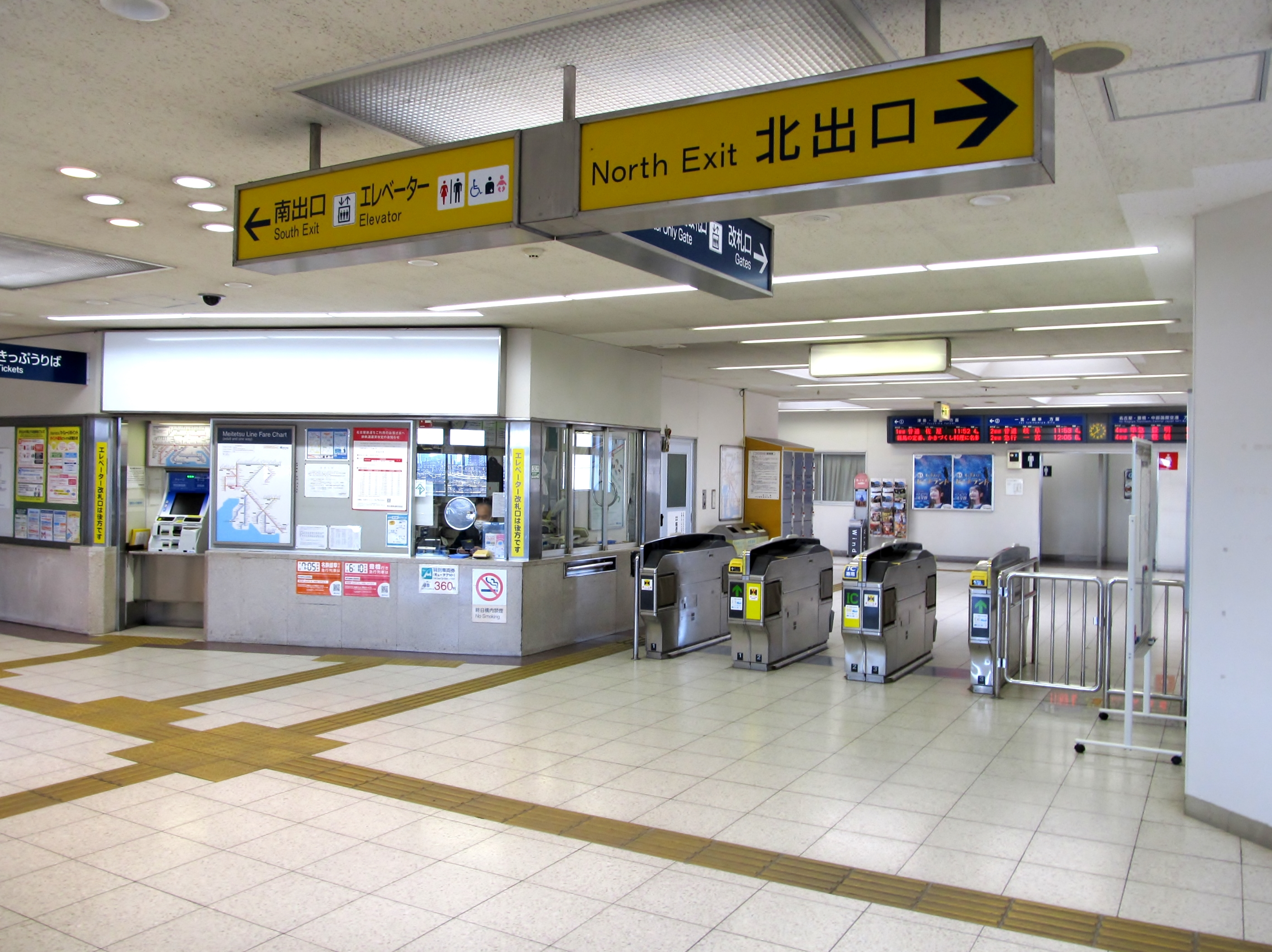
Bahnsteigsperren
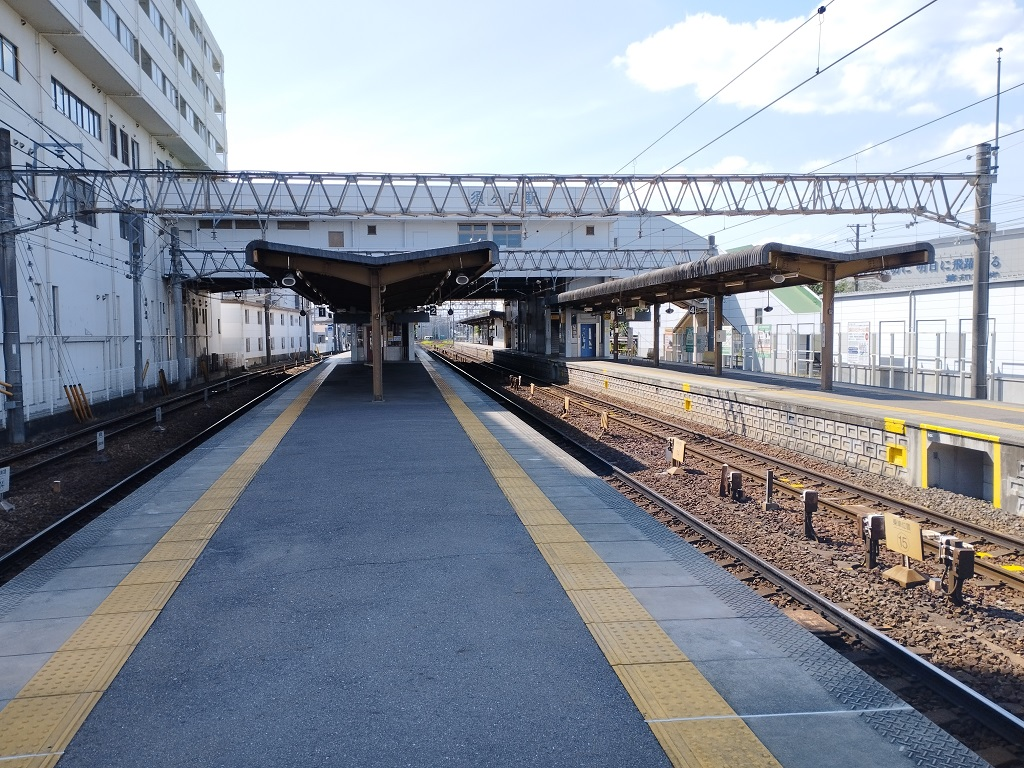
Ansicht der Bahnsteige
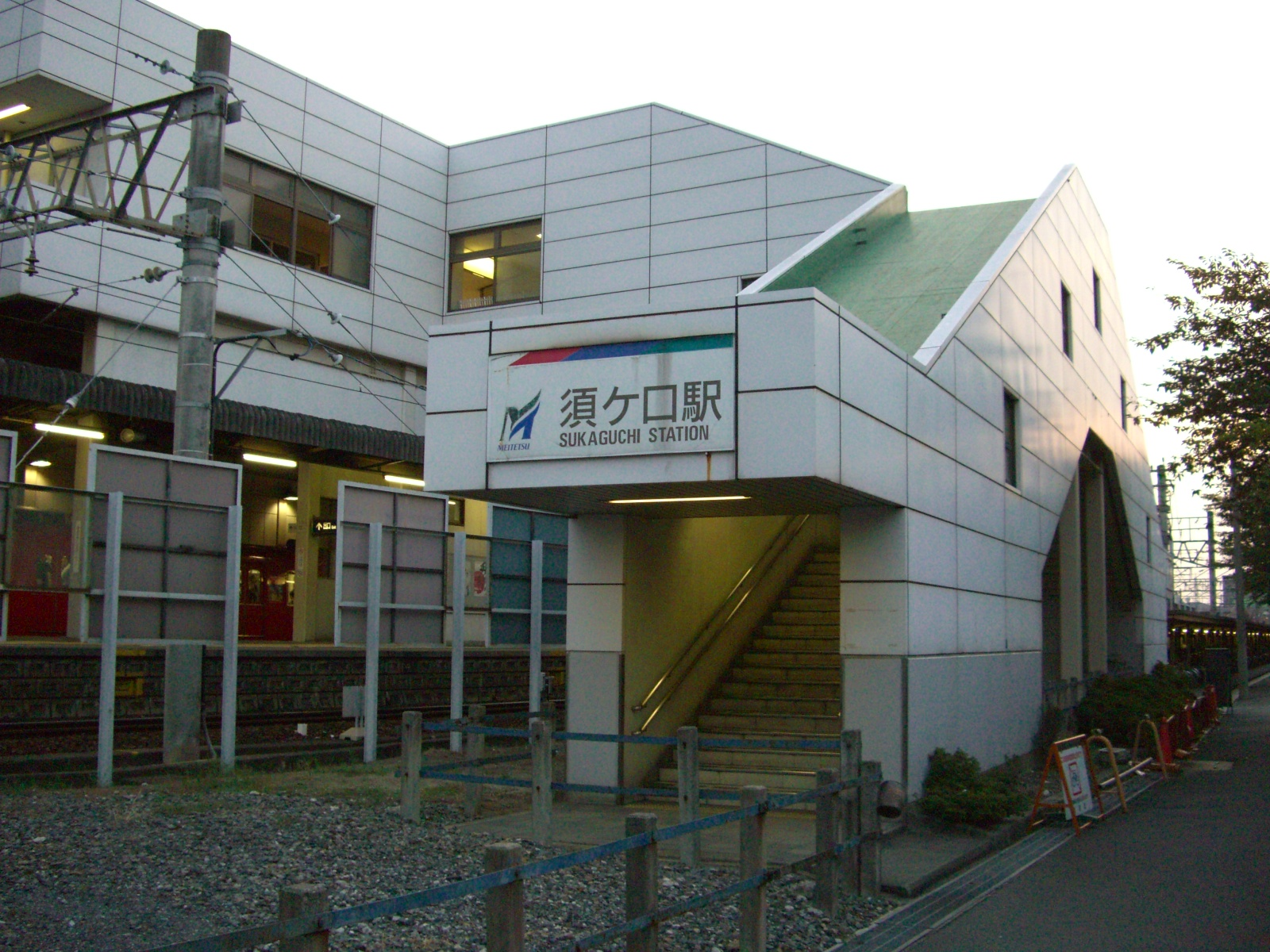
Nordeingang
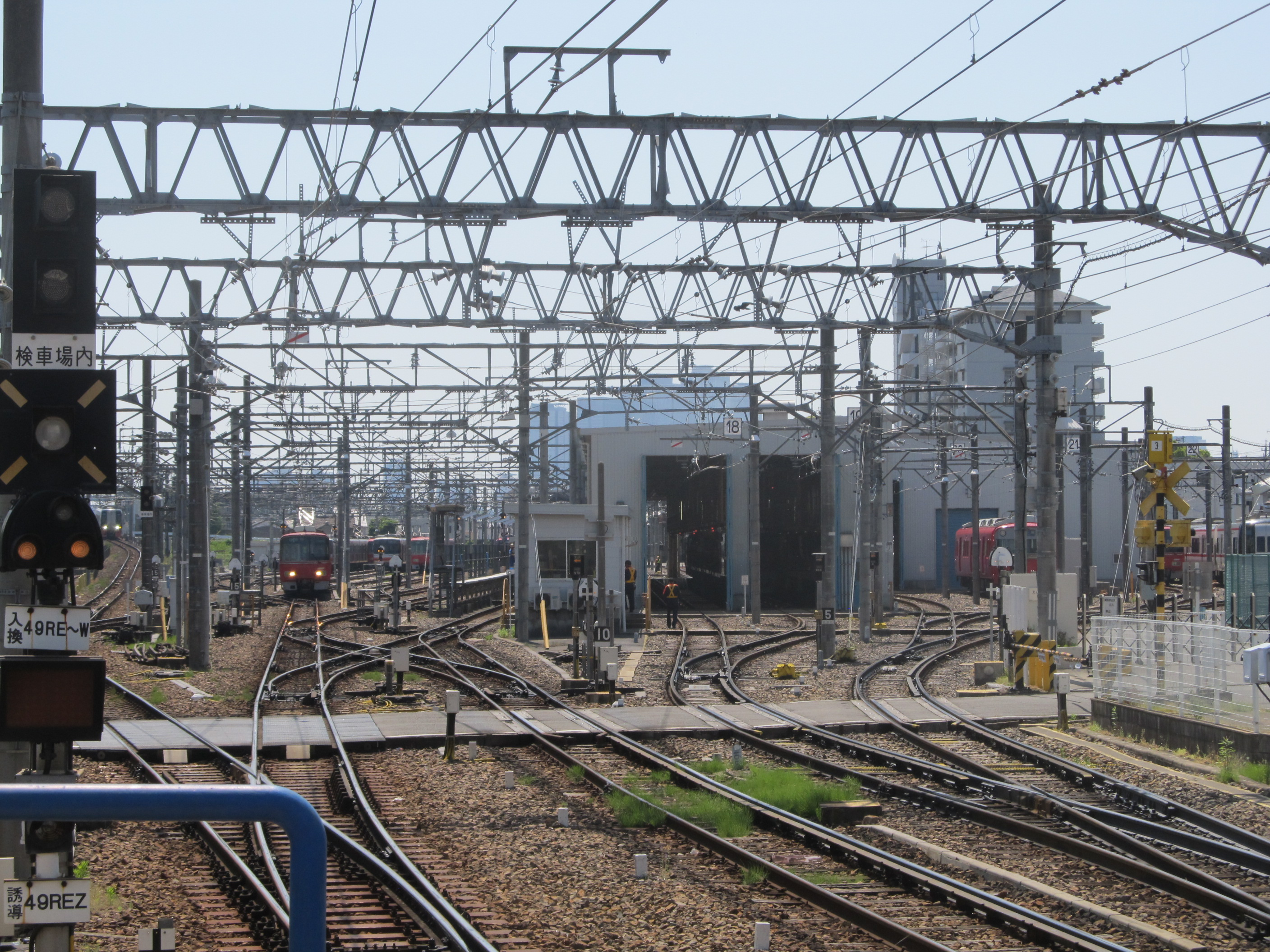
Depot Shinkawa
Gleisplan (inkl. Depot)
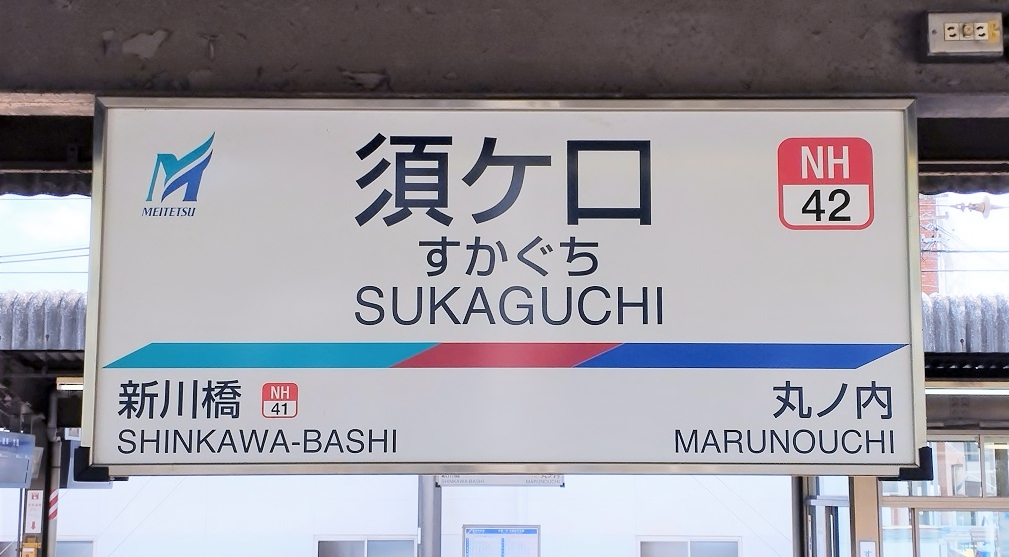
Bahnhofsschild

## Gleise
| 1   | ▉ Meitetsu Tsushima-Linie    | Tsushima                                               |
| 2   | ▉ Meitetsu Nagoya-Hauptlinie | Meitetsu Ichinomiya • Meitetsu Gifu                    |
| 3/4 | ▉ Meitetsu Nagoya-Hauptlinie | Meitetsu Nagoya • Chiryū • Toyohashi / Flughafen Chūbu |

## Linien
| Verlauf der Meitetsu Nagoya-Hauptlinie |
| --- |
| Toyohashi • Ina • Odabuchi • Kō • Goyu • Meiden Akasaka • Meiden Nagasawa • Motojuku • Meiden Yamanaka • Fujikawa • Miai • Otogawa • Higashi-Okazaki • Okazakikōen-mae • Yahagibashi • Utō • Shin-Anjō • Ushida • Chiryū • Hitotsugi • Fujimatsu • Toyoake • Zengo • Chūkyō-keibajō-mae • Arimatsu • Sakyōyama • Narumi • Moto Hoshizaki • Moto Kasadera • Sakura • Yobitsugi • Horita • Jingū-mae • Kanayama • Sannō • Meitetsu Nagoya • Sakō • Higashi-Biwajima • Nishi-Biwajima • Futatsu-iri • Shinkawa-bashi • Sukaguchi • Marunouchi • Shin-Kiyosu • Ōsato • Okuda • • Kōnomiya • Shima-ujinaga • Myōkōji • Meitetsu Ichinomiya • Imaise • Iwato • Shin-Kisogawa • Kuroda • Kisogawa-zutsumi • Kasamatsu • Ginan • Chajo • Kanō • Meitetsu Gifu |

| Verlauf der Meitetsu Tsushima-Linie                                            |
| ------------------------------------------------------------------------------ |
| Sukaguchi • Jimokuji • Shippō • Kida • Aotsuka • Shobata • Fujinami • Tsushima |

## Geschichte
Die Bahngesellschaft Nagoya Denki Tetsudō (die Betreiberin der Straßenbahn Nagoya), eröffnete den Bahnhof am 23. Januar 1914, zusammen mit der Tsushima-Linie, die damals ihren Ausgangspunkt in Yanagibashi im Stadtzentrum von Nagoya hatte und westwärts nach Tsushima führte. Zu jener Zeit war sie noch eine Überlandstraßenbahn, ebenso die am 22. September desselben Jahres eröffnete Kiyosu-Linie, die in Sukaguchi in Richtung Marunouchi abzweigte und aus der sich später die Nagoya-Hauptlinie entwickelte. 1921 lagerte die Nagoya Denki Tetsudō beide Strecken an die Nagoya Tetsudō aus. Diese nahm 1929 in unmittelbarer Nähe des Bahnhofs das Depot Shinkawa in Betrieb. 1930 ging die Nagoya Tetsudō in der Meigi Tetsudō auf, diese wiederum fünf Jahre später in der Meitetsu. Mit der Inbetriebnahme der Meitetsu-Stammstrecke zum Bahnhof Meitetsu Nagoya am 12. August 1941 wurde Sukaguchi zum neuen Ausgangspunkt der Tsushima-Linie, während der Streckenabschnitt zwischen dem Biwajima-Gleisdreieck und Sukaguchi seither zur Nagoya-Hauptlinie gezählt wird.
Am 10. Februar 1968 legte die Meitetsu ein kurzes Anschlussgleis zum benachbarten Werk des Maschinenbauunternehmens Hōwa Kōgyō still und gab am selben Tag auch den Güterumschlag im Bahnhof Sukaguchi auf. Im Juli 1987 erfolgte die Umstellung vom Linien- auf Richtungsbetrieb. Nach mehrjähriger Bauzeit nahm die Meitetsu am 1. April 1988 den Reiterbahnhof in Betrieb, das anstelle des ursprünglichen Empfangsgebäudes erbaute Wohn- und Geschäftshaus stand ab Juli 1988 zur Verfügung. Heftige Unwetter verursachten am 11. September 2000 eine Überschwemmung des Bahnhofs und des angrenzenden Depots.